# Nowyje Pieski (stacja kolejowa)
Nowyje Pieski (ros. Новые Пески, krl. Liete) – stacja kolejowa w miejscowości Nowyje Pieski, w rejonie priażyńskim, w Karelii, w Rosji. Położona jest na linii Suojarwi – Pietrozawodsk.
Stacja powstała w 1940.

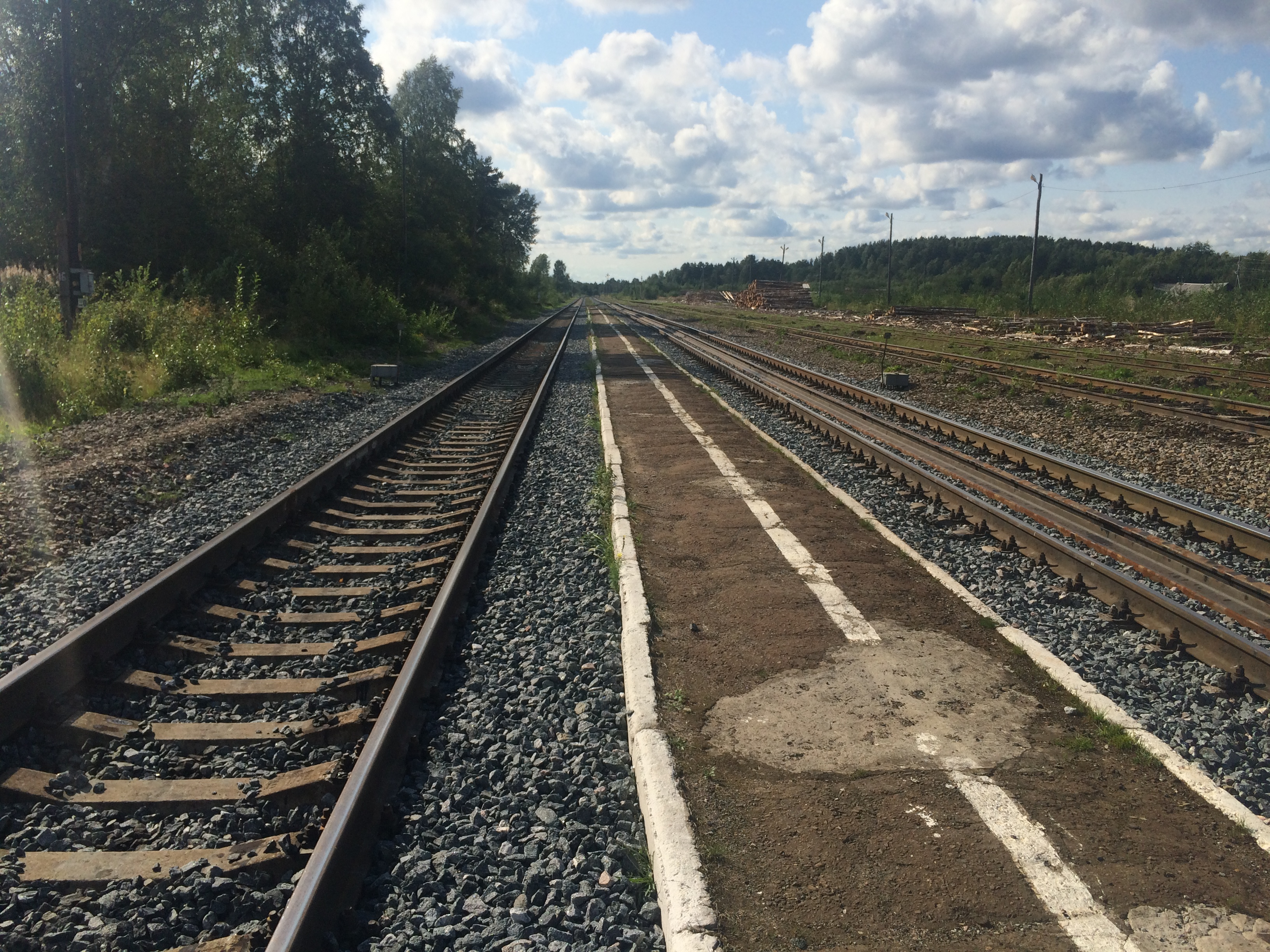
widok w stronę Suojarwi